# Auterive (Gers)
Auterive (auch Auterrive, gaskognisch Autarriba) ist eine französische Gemeinde mit 530 Einwohnern (Stand 1. Januar 2022) im Département Gers in der Region Okzitanien; sie gehört zum Arrondissement Auch und zum Gemeindeverband Grand Auch Cœur de Gascogne. Seine Bewohner nennen sich Auterrivois/Auterrivoises.

## Geografie
Auterive liegt rund sieben Kilometer südsüdöstlich der Stadt Auch im Zentrum des Départements Gers am Fluss Gers. Die Gemeinde besteht aus dem Dorf Auterive sowie zahlreichen Einzelgehöften. Die Gemeinde liegt an der Straße D929, die wenige Kilometer weiter nördlich in die N124 einmündet.

## Geschichte
Im Mittelalter lag der Ort in der Grafschaft Astarac, die ein Teil der Provinz Gascogne war. Die Gemeinde gehörte von 1793 bis 1801 zum District Auch, zudem war Auterive von 1793 bis 1801 ein Teil des Kantons Auch. Von 1801 bis 1973 lag sie im Kanton Auch-Sud, danach von 1973 bis 2015 im Wahlkreis (Kanton) Auch-Sud-Est-Seissan. Die Gemeinde ist seit 1801 dem Arrondissement Auch zugeteilt. Im Jahr 1821 kam die bisherige Gemeinde Marseillan (1821: 134 Einwohner) zu Auterive.

## Bevölkerungsentwicklung
| Jahr                       | 1962 | 1968 | 1975 | 1982 | 1990 | 1999 | 2006 | 2020 |
| Einwohner                  | 270  | 316  | 416  | 469  | 490  | 508  | 516  | 521  |
| Quellen: Cassini und INSEE |      |      |      |      |      |      |      |      |

## Sehenswürdigkeiten
- Kirche Notre-Dame-de-l’Assomption (Mariä Himmelfahrt) aus dem 16. Jahrhundert mit Altar[1]
- Sonnenuhr an einem Haus gegenüber der Kirche
- Denkmal für die Gefallenen[2]
- Moulin de Dessus, alte Wassermühle hinter der Kirche
- mehrere Wegkreuze und eine Madonnenstatue

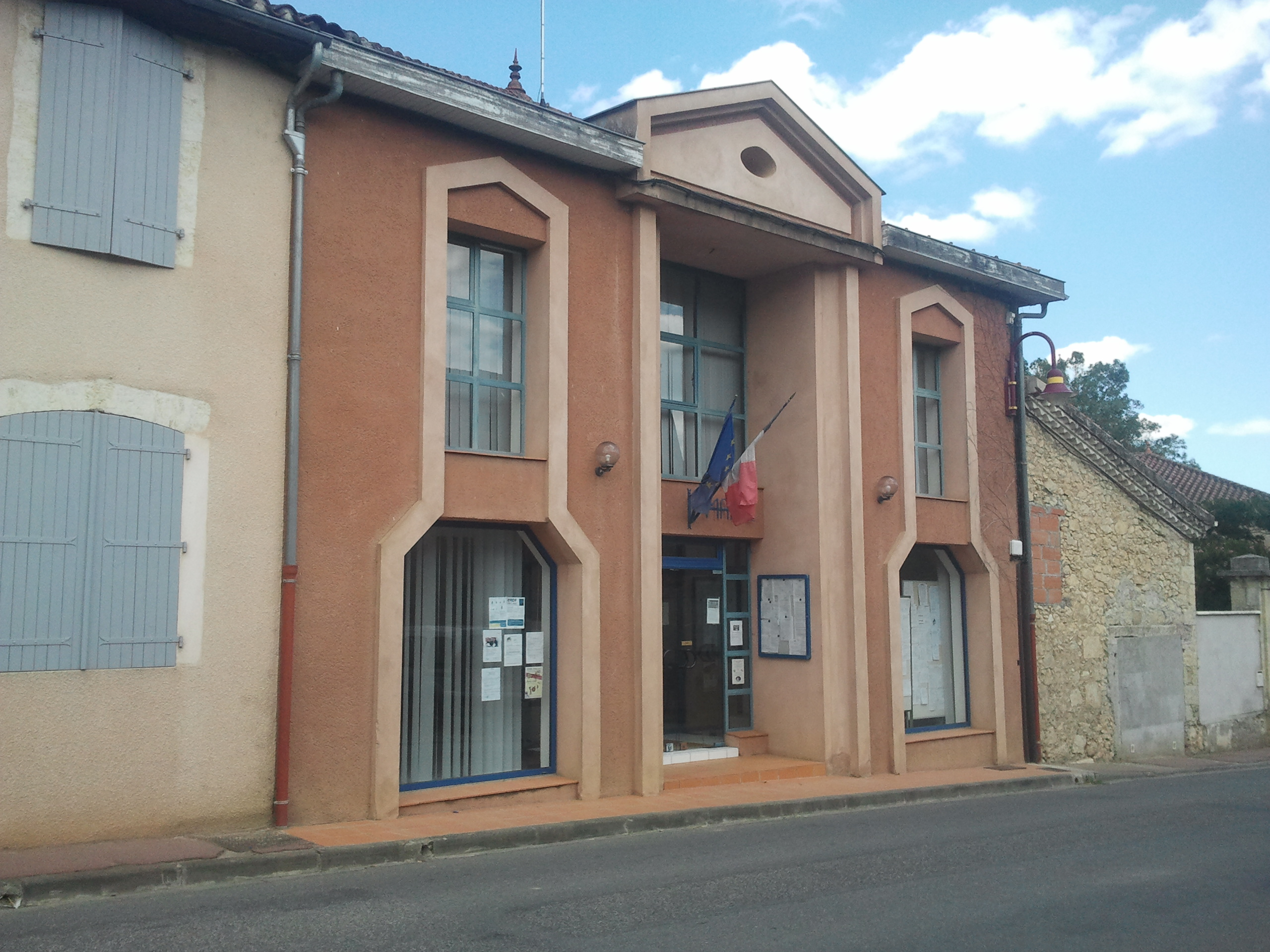
Rathaus (Mairie) von Auterive
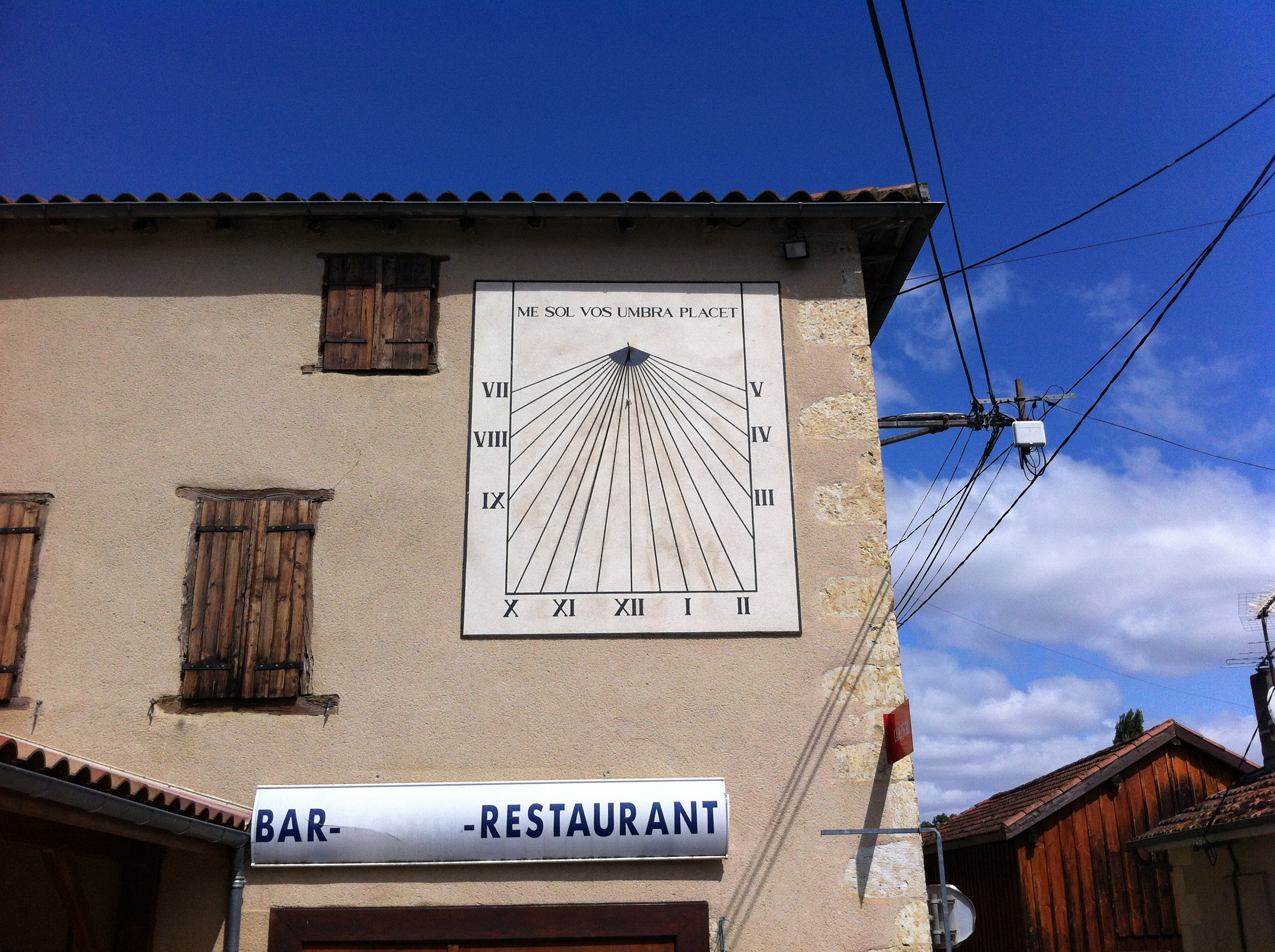
Sonnenuhr an einer Gebäudefassade
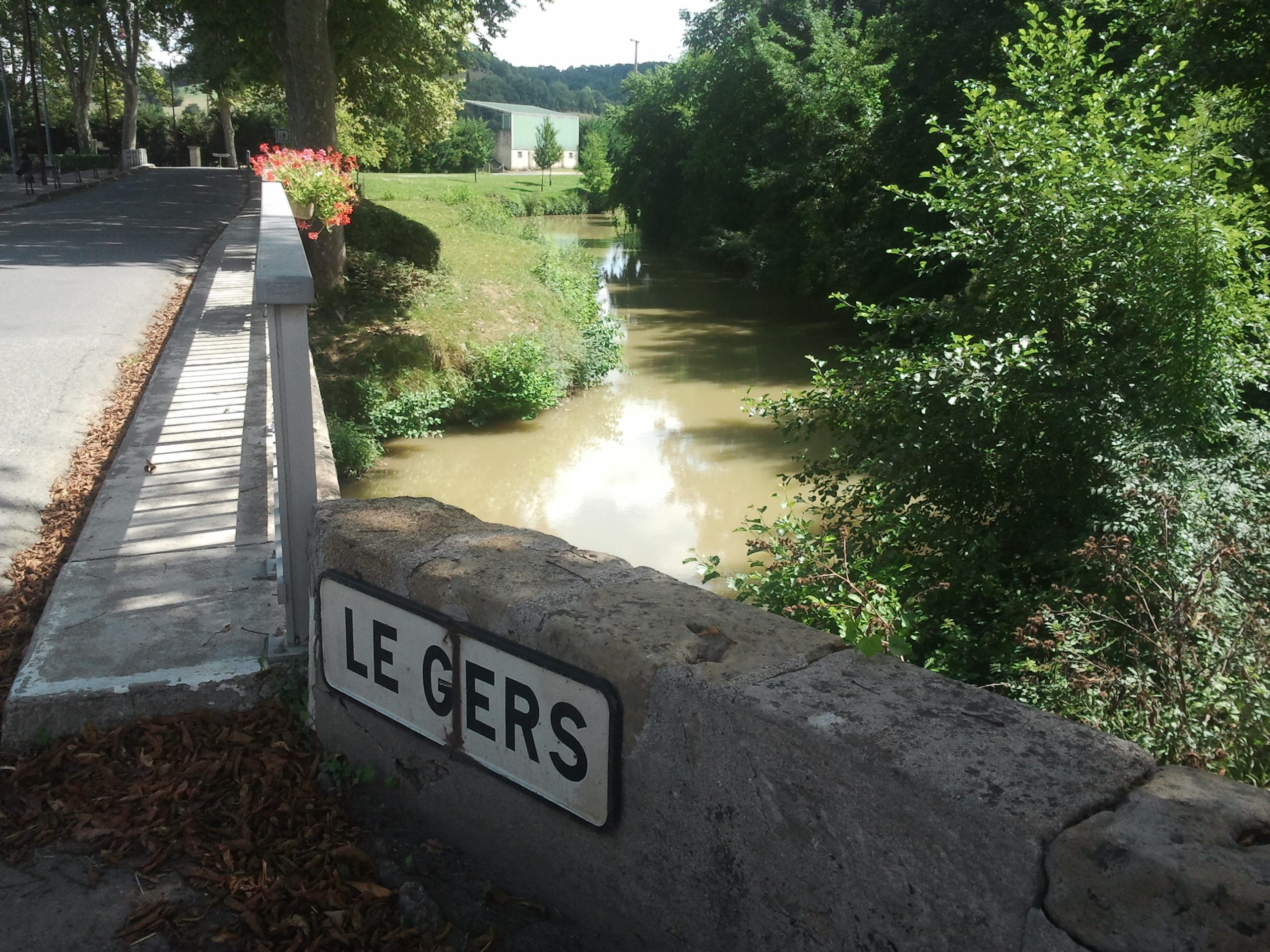
Brücke über den Gers
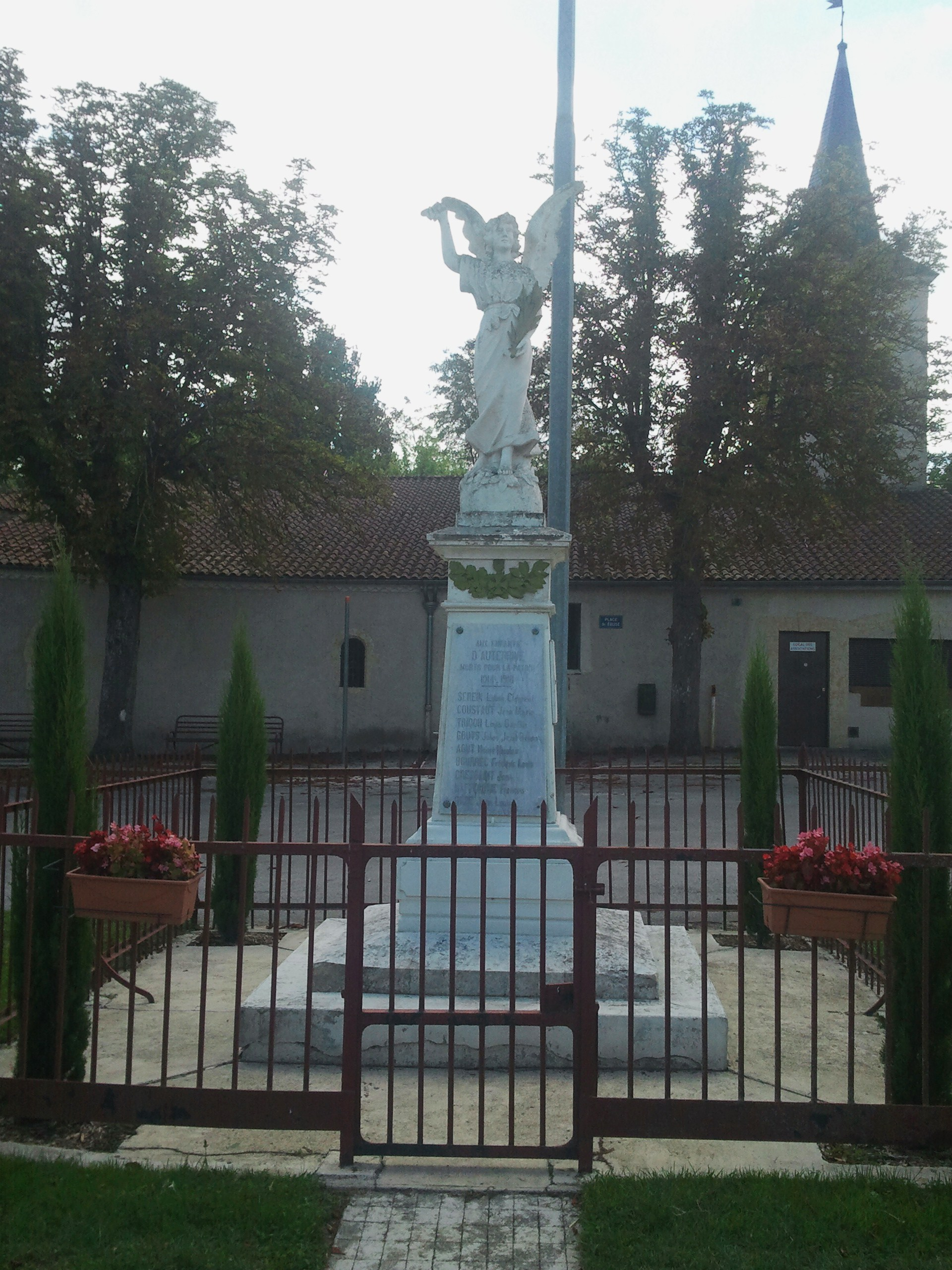
Denkmal für die Gefallenen
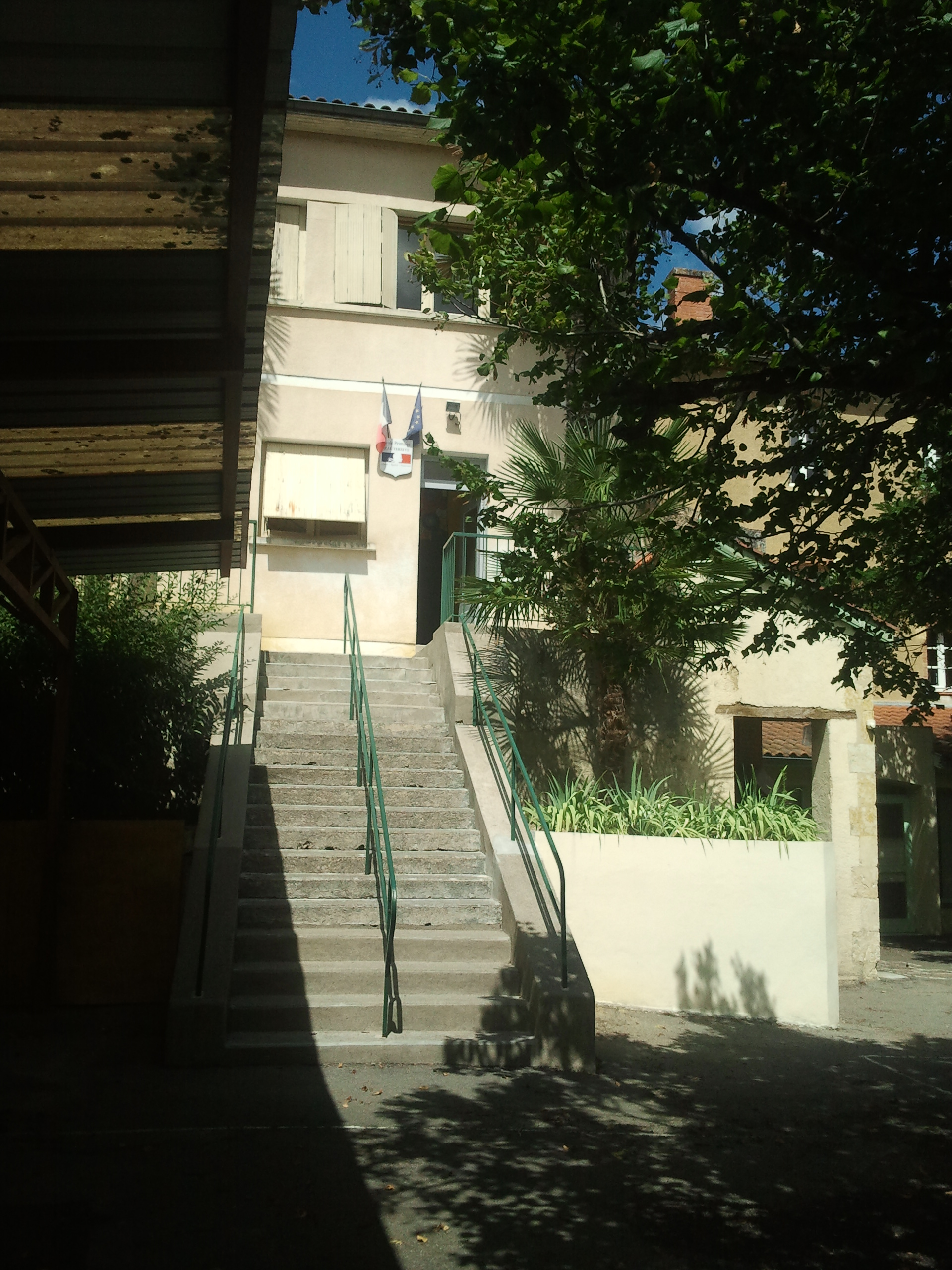
Grundschule